# Andrzej Matan
Andrzej Matan – polski prawnik, profesor nauk prawnych, profesor nadzwyczajny Uniwersytetu Śląskiego i innych uczelni, specjalista w zakresie prawa administracyjnego i postępowania administracyjnego.

## Życiorys
W 1976 ukończył studia prawnicze na Wydziale Prawa i Administracji Uniwersytetu Śląskiego, gdzie w 1988 na podstawie napisanej pod kierunkiem Ernesta Knosali rozprawy pt. Administracyjnoprawna pozycja samorządu mieszkańców wsi otrzymał stopień naukowy doktora nauk prawnych w zakresie prawa. Tam też na podstawie dorobku naukowego oraz rozprawy pt. Zastępstwo procesowe w ogólnym postępowaniu administracyjnym uzyskał w 2001 stopień doktora habilitowanego nauk prawnych w zakresie prawa, specjalność: prawo administracyjne. W 2016 prezydent RP Andrzej Duda nadał mu tytuł naukowy profesora nauk prawnych.
Został profesorem nadzwyczajnym Uniwersytetu Śląskiego zatrudnionym w Katedrze Postępowania Administracyjnego i Sądowoadministracyjnego.